# Black Cat
|  | No s'ha de confondre amb Gata Negra. |

Black Cat (ブラックキャット, Burakku Kyatto) és una sèrie animada (o anime) i un manga que va ser publicat per la revista japonesa Shūkan Shōnen Jump (que va publicar el manga de Naruto i Naruto Shippuden). Se'n va fer un anime el 2005. A Regne d'Espanya l'anime va ser emès per Buzz.

## Argument
Una organització anomenada Chronos governa a les ombres gran part dels polítics i les activitats econòmiques. La història comença quan Train, el protagonista (també conegut com gat negre o Black Cat), un dels assassins més poderosos de l'organització, coneix una dona que es diu Saya Minatsuki, que sempre vesteix un kimono cridaner i fon el seu cor. Llavors decideix no esperar a rebre ordres de ningú ni matar sense motiu. Saya finalment és assassinada per Creed, que li diu bruixa, caça-recompenses juntament amb ell i a Eve la nena que aquest cuida, una misteriosa nena amb poders sobrenaturals basats en la nanotecnología i creada artificialment per la doctora Tearju Lunatique.

## Música
Tema d'Obertura (opening)
- Episodis 1 al 24: Daia no Hana ("ダイアの花", Flor de Diamant) per Yoriko

Temes de cloenda (endings)
- Episodis 1 al 12: Namidaboshi ("ナミダボシ") per PUPPYPET
- Episodis 13 al 24: "Kutsuzure" per Matsuda Ryōji

Banda sonora
- "Black Cat Original Soundtrack", composta per Taku Iwasaki.